# Codici Forster

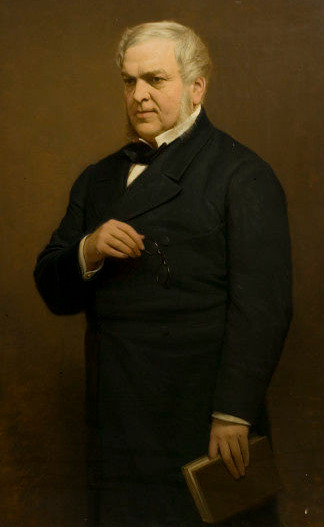
Charles Edward Perugini, Ritratto di John Forster, 1887

I Codici Forster sono tre codici di Leonardo da Vinci conservati presso il Victoria and Albert Museum di Londra. Il nome deriva dal loro ultimo proprietario privato, John Forster.

## Storia
La storia dei tre manoscritti non è completamente nota.
Un numero di codici imprecisato venne ereditato da Francesco Melzi per volere di Leonardo da Vinci. Nel 1523 il Melzi tornò a Milano portando con sé le carte.
(da una lettera da Milano ad Alfonso I d'Este, duca di Ferrara, 6 marzo 1523)
Alla morte di Francesco Melzi, i manoscritti conservati nella villa di Vaprio d'Adda furono affidati al figlio Orazio e successivamente presero strade diverse a causa di sottrazioni e cessioni.

### Pompeo Leoni
Grazie a una breve cronaca lasciata da Giovanni Ambrogio Mazenta, è possibile ricostruire, anche se in modo vago, le vicende di parte dei testi. La famiglia Melzi aveva come insegnante Lelio Gavardi d'Asola, che attorno al 1587 sottrasse 13 libri di Leonardo per portarli a Firenze al granduca Francesco. Essendo però morto il granduca, il Gavardi si trasferì a Pisa insieme ad Aldo Manuzio il Giovane, suo parente; qui incontrò il Mazenta, al quale lasciò i libri affinché li restituisse alla famiglia Melzi. Il Mazenta li riportò a Orazio Melzi, che però non si interessò del furto e gli donò i libri; il Mazenta li consegno al fratello.
Lo scultore Pompeo Leoni, informato della presenza di manoscritti di Leonardo, li chiese a Orazio Melzi per il re Filippo II; ottenne la restituzione anche di sette volumi dai Mazenta, ai quali ne rimasero sei. Di questi sei, tre furono da loro donati rispettivamente all'arcivescovo Federico Borromeo (oggi Manoscritto C di Francia), al pittore Ambrogio Figino e a Carlo Emanuele I di Savoia, mentre gli altri tre in seguito furono ottenuti da Pompeo Leoni, che entrò così in possesso di un numero imprecisato di manoscritti e carte.
Il Leoni negli anni successivi organizzò i codici in suo possesso, riportando una sigla su ognuno di essi; sulla base di queste segnature, si è calcolato che fosse in possesso di almeno 46 manoscritti diversi. Nel 1589, impegnato in lavori al monastero dell'Escorial, si trasferì in Spagna; qui utilizzò il materiale di Leonardo in suo possesso (probabilmente smembrando anche codici già rilegati) per formare nuove raccolte come il Codice Atlantico e la Raccolta Windsor. Diversi manoscritti furono poi riportati in Italia, forse da Leoni nel 1604.
Il Leoni morì nel 1608 e furono suoi eredi i due figli maschi, Michelangelo († 1611) e Giovanni Battista († 1615), morti pochi anni dopo. Una lettera del 1613 riporta una lista di beni leonardeschi che Giovanni Battista cercò di vendere a Cosimo II de' Medici, comprendente il Codice Atlantico, quindici manoscritti minori e alcuni disegni; all'epoca Pompeo Leoni era indicato anche come «Aretino».
(Estratto dalla lettera da Alessandro Beccari a Andrea Cioli, 18 settembre 1613)
Non si raggiunse un accordo per la vendita.
Dal maggio 1615, con la morte di Giovanni Battista, era iniziata una disputa per l'eredità di Pompeo Leoni tra altri due figli: un figlio illegittimo che aveva l'identico nome del padre e la figlia Vittoria (n. 1571), moglie di Polidoro Calchi († 1632). Solo dopo un accordo concluso nel 1621 Vittoria e il marito poterono iniziare la vendita dei manoscritti.

### Da Vienna a Londra
Si suppone che tre dei codici dell'eredità del Leoni siano quelli giunti nel Settecento in un paese di area tedesca perché il codice Forster I riporta sul primo foglio un'annotazione in quella lingua.
(Forster I, c. 1r)
Furono poi acquistati a Vienna attorno al 1862 da Robert Bulwer-Lytton per una piccola somma.
Robert Bulwer-Lytton li donò in seguito al critico John Forster, che nel 1876 li lasciò in eredità al South Kensington Museum (denominato dal 1899 Victoria and Albert Museum).

## Descrizione
I tre codici contengono cinque libretti distinti di Leonardo da Vinci.

### Codice Forster I
Contiene due taccuini in formato 14,5 per 10 centimetri.
Il primo viene datato al 1505, mentre il secondo ad un periodo precedente compreso tra il 1487 e il 1490.

### Codice Forster II
Contiene due taccuini di appunti in formato 9 per 7,5 centimetri.
Il primo è attribuito al 1497 circa, mentre il secondo è riconducibile al 1495.

### Codice Forster III
Taccuino di appunti di Leonardo di 94 fogli in formato 9 per 6 centimetri.
I contenuti, realizzati probabilmente tra il 1493 e il 1496, riguardano argomenti eterogenei e si hanno numerosi capovolgimenti di scrittura. Per gli schizzi prevalse l'uso della matita rossa.